# Samoana conica
Samoana conica é uma espécie de gastrópode da família Partulidae.
É endémica da Samoa Americana.